# Efectes visuals
Els efectes visuals o VFX (Visual Effects) són tots aquells elements visuals que no han estat obtinguts a partir d'un rodatge amb elements físics. Generalment els efectes digitals són afegits després del rodatge del material real, a la fase de postproducció, tot i que a vegades podem trobar imatges o fins i tot pel·lícules senceres creades exclusivament fora del món físic. Es distingeixen així dels efectes especials o SFX (Special Effects), que són tots aquells efectes creats de manera física, durant el rodatge de la pel·lícula, tot i que sovint s'inclouen com una tipologia dels primers, tal com passa amb el premi Oscar als millors efectes visuals, que premia indistintament professionals en VFX i SFX. Els VFX poden considerar-se com una part inalienable del cinema, ja que complementen i corregeixen qualsevol distracció o dificultat que s'hagi donat durant la gravació.

## Història[4]
Els efectes visuals provenen de l'efecte òptic, és a dir, de la creació d'il·lusions que fan que el sentit de la vista percebi la realitat de manera alterada. De fet, el propi cinema prové en part (i es pot considerar com a tal, essent la conseqüència d'aquest la percepció de moviment) dels efectes òptics generadors d'animacions que apareixen abans de la invenció del cinematògraf dels germans Lumière. Partint d'aquesta base, poden assenyalar-se diferents trucs cinematogràfics que posen en dubte la definició anterior, que situava els VFX exclusivament en la fase de postproducció: un fons en maqueta, un joc de miralls o sobreimpressions poden ser considerats realitzats durant el rodatge.

### Cinema com a efecte visual
El cinema com a tal sorgeix com un efecte visual, doncs es passa d'una fotografia estàtica a un conjunt d'aquestes que condueixen a la percepció de moviment per part de l'espectador. En aquest procés hi intervenen tant la persistència retiniana com el fenomen fi. És un exemple de com l'avanç en la tècnica ha anat assimilant efectes visuals fora de la seva definició pràctica. Per tant, la definició contemporània d'efectes visuals no es correspon completament amb la realitat d'un mitjà que ha anat evolucionant des de principis del segle xx. Així com el cinema ha superat la seva concepció com a efecte visual, altres efectes relacionats a aquest han deixat de considerar-se com a tals (transicions, fosos o superposicions) per a integrar-se en la definició del relat cinematogràfic.

### Animació i efectes visuals
És evident la influència de l'animació en la formació dels efectes visuals, essent anterior l'animació, de la qual el cinema es podia servir. Al compartir un mateix principi (la generació de moviment a partir d'imatges), animació i cinema varen tenir un període de creixement simultani que, juntament amb l'aparició de directors creatius i del seu interés en representar mons fantàstics, uniran ambdues disciplines.
El nexe d'unió serà la pixilació, que usaria George Méliès per animar cohets, títols de crèdits... Méliès també utilitzaria fosos, sobreimpressions, càmera accelerada, dobles exposicions o la parada de càmera i substitució d'elements. El perfeccionamemt de la tècnica de la pixilació el duria a terme Segundo de Chomón en "The haunted hotel" de 1907 i en L'hotel elèctric de 1908 (en que va aconseguir animar un hotel a través de forces misterioses, que feien que es tallés el pa sol, o que les sabates es cordéssin de forma autònoma). El 1912, Ladislaw Starewitch creà "The Cameraman's Revenge", considerada com la primera peça cinematogràfica generada en stop-motion, ja que Starewitch tractava i manipulava els seus personatges per a la seva animació posterior.
Willis O’Brien va seguir el treball dels seus predecessors per crear "The lost world" el 1925, amb una narrativa més evolucionada i amb una major consciència del muntatge. Ell mateix després va fer feina en la producció de King Kong de 1933. En ambdues pel·lícules afegí evolucions al stop-motion, creant els personatges a partir de capes de goma per obtenir una major facilitat de manipulació i major realisme. Les tècniques emprades permetien que combinés els seus dinosaures i monstres amb imatges i personatges reals. Ray Harruhausen, mencionat com a influència dels animadors contemporanis, s'inspirà en el món de King Kong en les seves creacions.

### Trucatge i distinció dels efectes especials
En un principi, efectes especials i efectes visuals s'entenien com un tot: trucatges, il·lusions òptiques, capaços de recrear i simular situacions irreals de manera que poguessin ser acceptades per l'espectador. Aquests processos eren realitzats tant en viu durant la producció (els mecànics: maquetes, attrezzo...) com en postproducció (òptics o visuals: multiexposicions, jocs amb el tall en el muntatge, pixilació…). El seu perfeccionament al llarg dels anys va permetre un major realisme, complint amb les exigències d'un públic que, cada vegada més nombrós i més conscient del mitjà cinematogràfic, era cada com més difícil d'impresionar.
El canvi (l'anomenat "trucatge" digital) més gran se situa sobre la dècada de 1970, ja que el desenvolupament de l'ordinador farà evidents les diferències entre rodatge i edició (i per tant també dels efectes visuals). Tot i que la indústria ja disposava d'un sistema de creació en blocs especialitzats per cada un dels treballs que suposa una pel·lícula, el trucatge digital va incorporar noves formes de treball que varen suposar l'entrada de noves fórmules: és a partir d'aquest fet que es distingeixen els efectes especials (que quedaran limitats a la producció: mecànica, escenografia, pirotècnia...) dels efectes visuals (que absorbiran els efectes òptics integrant-los i adequant-los a la postproducció digital en ordinadors).
El departament encarregat dels efectes visuals ha anat diversificant-se i especialitzant-se, generant diverses divisions de treball en l'àmbit.

### Transformació digital
Tot i que els mètodes bàsics de narració del relat cinematogràfic no han sofert una evolució radical des que cienastes com George Méliès o D. W. Griffith varen assentar-ne unes bases, sí que ho han fet les eines de creació i manipulació d'aquest. La principal diferència recau en el forma d'emmagatzemar les imatges (a més de en la millora dels equips tècnics). La rellevància d'aquest fet es troba en el fet que els tractaments són diferents en una cinta de pel·lícula de 35 mm (és a dir, en el format més utilitzat en el cinema analògic basat en l'emmagatzemament d'imatges sobre cel·luloide) i en qualsevol dels formats digitals de vídeo.
Amb la digitalització de la cinta de 35 mm, a través d'un escàner que convertia la informació de les imatges en uns i zeros (que es traduirien en píxels), es va fer possible la seva manipulació a través d'un ordinador. Llavors, es traslladaven les estacions de treball on es creaven els efectes visuals i es podia editar la pel·lícula sencera. Al final, una registradora tornava a transformar (a través d'un làser o a través d'una pantalla CTR) el material en un negatiu, que podia revelar-se i del qual se'n podien treure còpies visionables en projecció. Més tard va aparèixer el CCD, que va canviar el rodet pel disc dur com a forma física d'emmagatzemament. La seva aplicació en cinema ha arribat a configurar-lo gairebé com un estàndard. La informació que aquest emmagatzema és directament digital, de manera que no necessiten ni una cinta ni una posterior transformació. A aquest fet s'hi suma una edició de vídeo no lineal, més accessible i fàcil d'utilitzar.

#### Transicions

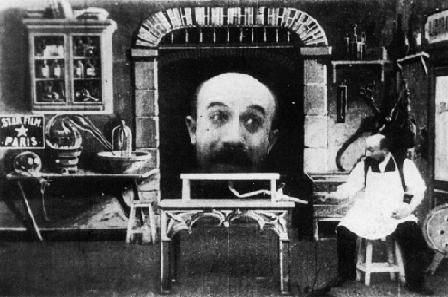
Exemple (en L'homme à la tête en caoutchouch, de 1901) d'ús de la sobreimpressió en George Méliès.

Inicialment, les transicions com fosos, fosos encadenats o sobreimpressions es realitzaven durant el procés de rodatge, doncs no era possible tractar el negatiu de cel·luloide d'aquesta manera a posteriori. Aquests efectes visuals requerien molt d'enginy, ja que qualsevol error en la gravació de la cinta suposava la pèrdua del seu contingut: s'havia de tornar a gravar, era un procés llarg, laboriós i costós. Els fosos tradicionalment es realitzaven mitjançant l'obertura o el tancament del diafragma, progressivament. D'aquesta manera la imatge s'alçaria ("fade in") o s'enfosquia la imatge ("fade out"). El seu ús expressa l'inici o el final d'una seqüència. Els fosos encadenats es generaven a partir dels fosos, de manera que s'enfosquia la imatge i es rebobinava la cinta fins al fotograma d'inici del fos, tornant-se a gravar una imatge, aclarint-la, sobre aquest fos. El seu ús indica temporalitat. Per a les sobreimpressions (o dobles exposicions), es gravaven imatges dues (o més) vegades sobre el mateix negatiu, de manera que el resultat obtingut era el de dues (o més) imatges superposades. Podia tapar-se una part de la imatge en la primera gravació, de manera que en destapar-se durant la segona, les imatges apareixien combinades quan es revelaven els negatius. S'usa per a generar imatges impossibles o per representar desitjos, el pas del temps... Un exponent, en els inicis del cinema, fou George Méliès (en obres com Le Mélomane, de 1903, o en L'homme à la tête en caoutchouch, obres en les quals combina màscares en negre per generar caps flotants i canvis de mida). També en F. W. Murnau l'utilitza per representar els somnis dels seus personatges en "Sunrise: A Song of Two Humans".
El tractament dels efectes anteriors, doncs, ha evolucionat a mesura que ho feien els seus suports d'emmagatzemament i eines de manipulació., de manera que el que els primers cineastes usaven a mode de truc visual passarà a formar part de la creació del relat cinematogràfic (fins al punt, com passa en el cinema clàssic de Hollywood, que s'intenta que aquests enllaços no siguin percebuts per l'espectador).

## Tipus d'efectes visuals
- La pantalla de croma, també coneguda com a pantalla verda, és una tècnica que consisteix en la gravació d'una escena amb un fons de color i il·luminació uniformes que serà substituït en postproducció mitjançant un programari d'efectes visuals, com pot ser Adobe After Effects. Generalment aquest fons és de color verd, tot i que en altres ocasions s'utilitza el blau. Es busquen colors que no estiguin presents a cap dels elements físics rodats davant el fons, com podrien ser la roba dels actors. El fons afegit pot ser tant una imatge obtinguda del món real com un escenari creat de forma digital.
- El CGI (Computer-Generated Imagery en anglès) és tot aquell element creat de forma digital a partir de programes d'animació 2D i 3D. La primera pel·lícula en utilitzar elements generats per ordinador fou Westworld (1973), i Toy Story (1995) fou la primera pel·lícula generada completament per ordinador. Tot i que des d'un inici CGI i VFX anaven junts, han anat distingint-se i segmentant-se fins a formar dues indústries diferents. Tanmateix, són dos aspectes que segueixen tenint un vincle important, doncs es complementen de la següent manera: mentre l'equip de CGI genera continguts digitals (reconstrueix escenaris, poblen entorns o els eliminen), el de VFX els integra en per a conformar la unitat de tots es elements en una única imatge.[5]
- La captura de moviments o motion capture[6] s'utilitza àmpliament al món del cinema per la creació de personatges digitals a partir d'un element real. A diferència del que passa amb els personatges creats completament amb CGI, la captura de moviments permet emmagatzemar els moviments i expressions facials de l'actor de forma digital a partir d'uns sensors col·locats en uns vestits especials antirreflectants. Posteriorment, i mitjançant programari especialitzat, s'anima al personatge seguint aquests moviments.

## Principals avenços en efectes visuals al cinema
- L'any 1973 la pel·lícula Westworld va marcar el primer ús de l'animació digital en el cinema, amb una animació en 2D que representava el punt de vista infraroig d'un robot.[3] La seqüela, Futureworld (1976) mostrà la primera animació 3D en una pel·lícula, a través de la pantalla d'un ordinador.
- La Faim (1974) fou la primera pel·lícula d'animació amb tècniques digitals nominada a un Oscar.
- El 1977 s'estrena de Star Wars (reanomenada el 1999 com a Star Wars episodi IV. Una nova esperança): en aquesta pel·lícula maquetes, matte painting i insercions digitals passen a concebre's com un protagonista i com a film conductor de la trama.[5] Són predominants l'ús de maquetes (doncs el croma oferia resultats poc realistes) i les diferents perspectives de càmera.[7]
- El 1982, la pel·lícula Star Trek II: The Wrath of Khan contenia la primera seqüència completament generada per ordinador, d'un minut de duració. Poc després, el mateix any, s'estrenaria Tron, que contenia extenses escenes en entorns generats per ordinador en 3D.[8]
- El 1985 el film Young Sherlock Holmes marcà la primera aparició d'un personatge completament generat per ordinador, que fou escanejat i pintat a sobre de les imatges reals utilitzant un sistema làser.
- El 1986, el curt Luxo Jr., de Pixar, fou la primera pel·lícula completament generada per ordinador, i marcà el primer ús d'ombres projectades pels models 3D.
- El 1989, The Abyss, de James Cameron, marcà el primer exemple d'un personatge completament digital en tres dimensions, i el primer ús d'aigua digtalment animada. Aquests efectes en 3D serien perfeccionats per la creació del robot T-1000 a Terminator 2 (1991), del mateix director.
- El 1993 s'estrena Jurassic Park, que combina elements animatrònics amb efectes digitals avançats.[5]
- El 1995, Toy Story fou la primera pel·lícula de llarga durada elaborada completament amb gràfics digitals tridimensionals.
- El 1999, Matrix significà la primera utilització del bullet time o temps bala, un recurs molt imitat que combinava un sistema de càmeres múltiples similar al creat per Eadweard Muybridge amb la tecnologia digital per mostrar un efecte de congelació de temps.[9]
- El 2000, la pel·lícula O Brother, Where Art Thou? significà l'inici de la correcció digital del color en la postproducció, recurs que ha revolucionat la fotografia cinematogràfica del segle XXI.
- El 2002, El Senyor dels Anells: Les dues torres popularitzà i perfeccionà, mitjançant el personatge de Gollum, la tècnica de la captura de moviments.